# 天馬星座の星矢

星矢（奥）と紫龍（手前）

天馬星座の星矢（ペガサスのセイヤ）は車田正美の漫画『聖闘士星矢』および、それを原作とするアニメに登場する架空の人物で、同物語の主人公。
作中ではほぼペガサス星矢と呼称されている。アニメの公式表記も同様。
本項目では、『聖闘士星矢Ω』における「射手座の星矢」（サジタリアスのせいや）についても取り扱う。

## 来歴
グラード財団総帥の城戸光政の非嫡出子として産まれる。孤児として育ち、自身も暗黒聖闘士戦まで自身の出生の事実を知らなかった。
幼少時は唯一の肉親である姉の星華（セイカ）と共に孤児院・星の子学園で暮らしていたが、聖闘士養成のためにグラード財団に引き渡される際に星華と生き別れとなり、聖衣を日本へ持ち帰れば姉に引き合わせると財団に約束され、聖闘士への道を選ぶ。
7歳にして聖闘士の総本山であるギリシアの聖域に送られ、白銀聖闘士・鷲星座の魔鈴のもとで6年間に亘って過酷な修行を積む。同じく天馬星座の聖闘士候補生のカシオスを倒した末、聖域より天馬星座の聖衣を授けられ、アテナの聖闘士となった。
聖域から日本へ戻ったばかりの頃は、消息を絶った姉を捜すことを第一目的として闘い続けていた。また暗黒聖闘士、白銀聖闘士との連戦後、幼い頃からのグラード財団の関係者の確執から不信感により、沙織ら城戸家との関わりを断とうとしたこともあったが、城戸沙織の真の姿（アテナの化身）と聖域での異変を知ったことを機に、次第にアテナの聖闘士として目覚めてゆく。

### 本編終了後の展開
本編終了後の未来の姿が劇場版作品『聖闘士星矢 天界編 序奏〜overture〜』、漫画『聖闘士星矢 NEXT DIMENSION 冥王神話』、アニメ『聖闘士星矢Ω』にて、いずれも異なる展開で描かれている。
聖闘士星矢 天界編 序奏〜overture〜
『聖闘士星矢 天界編 序奏〜overture〜』では、小宇宙も生命力もほぼゼロに等しい抜け殻同然の姿と成り果てていたが、オリンポス十二神のアルテミスと天闘士の台頭、そして沙織の危機に際して再起。しかしハーデスの呪いにより聖闘士としての力を発揮できない上、聖衣に触れたり聖域に近づいたりするだけで全身に苦痛を感じる状態となっていた。沙織の黄金の杖で呪縛から解き放たれ、アポロンとの戦いで新たな聖衣を纏って立ち向かうも、彼の手によって記憶を消されてしまい、聖闘士としての闘いとは無縁の1人の人間としての生活を送る。
聖闘士星矢Ω
『聖闘士星矢Ω』では、射手座の黄金聖闘士として登場。本作では希少な存在となる光の属性を持つ。「最強の聖闘士」として敵味方問わず一目も二目も置かれる。性格は理性的で大人の男としての態度を貫き、完全復帰後はアテナ軍最高指揮官の重責を担う。「反骨の悪童」だった過去とは決別しているかに見せているが常に最前線に身を置くなど進んで先陣を切る性格は変わっていない。
同作の主人公である光牙の幼少の危機を救うが、その際に敵マルスを負傷させたものの自身は闇に飲まれて行った。紫龍、瞬らと同様に魔障に体を蝕まれており、聖域でアリアを奪取した光牙たちを救った後、マルスによって完全に捕らわれる。マルスからは万一、光牙が闇の小宇宙に囚われた場合の保険として闇の神アプスの力が及ばぬ場所に封印されていた。「十二宮編」の終盤において、砕け散ったアリアの杖が星矢を閉じ込めた牢獄を打ち砕いたことで復活。魔障に蝕まれた体でアプスの化身と化した光牙と戦い正気を取り戻させた後、アプスの闇に飛び込む光牙に射手座の黄金聖衣を託した。
その後、光牙が救出した沙織と共に火星から脱出する。「新生聖衣編」では完全復活し、現世に転生した女神パラスを沙織の命で殺害せんとするが、その純真な姿にためらい断念。星矢の迷いがパラサイトたちとの戦いを招く結果となる。パラス軍との本格的な戦争が始まり本拠地への攻撃の際には白銀聖闘士などを連れ前線指揮官的な役割を担う。「Ω覚醒編」では黄金聖闘士最古参として沙織の警護を担うハービンジャー、フドウ、貴鬼、インテグラのリーダー役を務め、彼らの戦いを指揮。また実力No1でありながら雑兵たちの露払い役を進んで買って出ている。
最終盤、因縁となったタイタンとの戦いでは秘めていた本音を暴露し、「最高の聖闘士」としてではなく「沙織への愛」のために戦うと告白する。結果的に星矢の言葉が愛の女神パラスとアテナが和解する契機となる。昴がサターンとして覚醒すると、小宇宙を奪い尽くされた沙織をハービンジャーに委ね、沙織の血で覚醒した射手座の聖衣を纏い、光牙ら「Ωの戦士」を率いてサターン城に乗り込む。身を削りながら隠し持った「神殺しの短剣」でサターンを倒そうとするもすんでのところで防がれ、光牙らに後事を託して戦線を離脱。沙織の命令で孤軍奮闘する光牙のため残された小宇宙を託す。戦いの後、沙織と共に旅立つ光牙を見送った。

## 人物像
明るく無邪気で屈託のない性格。聖域で修行した事情もあってアイオリアの良き弟分。コミックス版では腹違いの兄弟という血縁関係がある中で、“伝説の青銅聖闘士”の5人の中では兄弟の一番下の年齢（一輝、紫龍、氷河、瞬、星矢の順）である（瞬とは同年齢だが誕生日の関係で星矢の方が年少）。自分と実の姉星華を捨てた実の父親（城戸光政）を心の底から憎んでいる。アニメ版では設定が若干異なることもあり、少年らしい爽やかさと熱血さとを合わせ持つ性格となっている。いずれにも共通するのは心根の優しさ。
幼少期は生意気な性格で、高慢な沙織やそれに従う邪武の態度にことごとくぶつかり合った因縁を持つ。イジメられっ子だった瞬を庇う一輝にはこの時期から一目置いている。シスコンで惰弱な性格は徹底したスパルタ指導を行う聖域での師匠・魔鈴に徹底的に鍛え直された。銀河戦争編での再会時に実力面での成長ぶりを仲間たちから一番驚かれたのは星矢であった。
主人公として先頭に立って真っ先に敵陣に突っ込んでいく。失明に近い重傷を負ったり、仮死状態に陥ったりと多くの負傷に見舞われているが、何度倒れても必ず立ち上がる不屈の闘志、加えてどんな強敵や苦境にもひるまずに立ち向かう真の勇気の持ち主である。その熱い心は、数々の強敵を前に奇跡的勝利をもたらし、そして彼に出会う人間の多くに影響を与えている。一方では誠実な紫龍やクールな氷河と異なり、闘いの最中でもコミカルな表情を見せたりと意外な一面もある。考えるより先に動くなど思慮に欠け無鉄砲な所が目立つ。
自身の育った星の子学園は、聖闘士となった後でも安らぎの場所である。共に学園で育ち、現在でも学園で働いている美穂とは幼馴染み同士で、姉が消息を絶った以降は唯一の身内とも呼べる存在。アニメでは、学園の悪ガキ3人組であるアキラ、タツヤ、マコトからは憧れの的となっている。またアニメ初期では、美穂の世話によりヨットハーバーにあるヨットハウスに住んでいた。ヨットハウスでの私生活はかなりだらしなく、台所の流しで洗髪したり、沙織が家を訪ねて来るまでは部屋の中が散乱している上、掃除もしていなかった。
師匠の魔鈴とは互いに「実は生き別れた自分の姉（弟）では？」と勘ぐり合う関係。女心がまるでわかっておらず、幼少期から星矢を慕う美穂も面倒見の良い幼馴染みとしか思っていない。原作版では星矢が自ら招いた過失によりシャイナが星矢への愛憎に苦悩している。沙織に対してはことに原作版初期は過去に受けた仕打ちの数々と光政との血縁関係があるとの誤解もあって憎悪の対象だった。沙織がアテナと判明したことで忠誠心にかわり、自分のために身を削る星矢に沙織が特別な感情を抱いたこともあり、最終的に相思相愛の関係に落ち着いたようになっている。後述のようにアニメ版の続編である『聖闘士星矢Ω』では最終盤で星矢自身の口から沙織が最愛の女性であると語られた。
闘いにおいては瞬発力と敏捷性を誇り、そのスピードは青銅聖闘士一とされる。いかなる強敵や苦境にも怯むことなく立ち向かう、真の勇気と不屈の闘志の持ち主である。
『聖闘士星矢Ω』においては時を経て大きく成長し、口調や態度にも落ち着きが見られ、後輩達を導き先頭に立つ姿勢も見られ、後輩への示しのため自主的に人前で城戸沙織を「沙織さん」と呼ぶことは控え、対外的には女神アテナとその聖闘士としての関係を表面的には維持している。

## 他作品

### 『聖闘士星矢 NEXT DIMENSION 冥王神話』
『聖闘士星矢 NEXT DIMENSION 冥王神話』では、生命力も小宇宙も感じられない死人同然の姿となって登場する。ハーデスとの最終戦で女神を守ろうとして受けた剣が、目に見えない「インビジブル・ソード」として胸に刺さったままとなり、あと3日で心臓に達するという。
剣を失き物とするために立ち上がった女神と聖闘士達を新たな戦いへと駆り立てるが、一方で聖域に残された星矢には天界より天闘士（エンジェル）斗馬（トウマ）が刺客として送り込まれる。

### 『聖闘士星矢 Legend of Sanctuary』
『聖闘士星矢 Legend of Sanctuary』では、16歳。175cm。陽気かつ単純な性格で時折オーバーアクションをする面もある。孤児であったが彼の小宇宙の素質を見出した城戸光政に引き取られ紫龍達と共に聖闘士の修行地へ送り出される。子供時代、窮地に陥った沙織を救出したことがあり、その時負った傷を彼女の小宇宙で治癒してもらった。
「アテナを護るため戦い、生きる」という確固たる強い信念を持つ。幾度地を舐めても這い上がる様は紫龍をして「立ち上がる度に強くなる」と言わしめる。
沙織を狙う敵方の青銅聖闘士を蹴散らし彼女と出会い、城戸邸では来襲したアイオリアとの戦闘で歯が立たなかったが、アテナを護り聖域へ向かう決意をさらに固める。沙織を奉じ到達した十二宮では金牛宮でアルデバランの角を折り、獅子宮でアイオリアを押し込む活躍を見せたが、人馬宮ではミロとの激戦で彼女のマスクを破損させるも敗れる。沙織の小宇宙を受け瀕死の状態から回復した後、最終決戦に突入する。

## 前世
冥王ハーデス・エリシオン編にて、ハーデスが神話の時代のアテナとの戦いにおいて、星矢と瓜二つの天馬星座（ペガサス）の聖闘士によって肉体に傷を付けられたと独白しており、現代で自分に傷を負わせた星矢に「転生して再び余の肉体に傷を付けに来たのか」と憤っていた。なおヒュプノスが同じく神話の時代にアテナの血を受けた青銅聖衣が神聖衣に変化するのを一度だけ目撃したと語っている。

### 『聖闘士星矢 NEXT DIMENSION 冥王神話』
天馬星座（ペガサス）の天馬（テンマ）という、243年前の前聖戦時代の天馬星座の青銅聖闘士（ブロンズセイント）として登場。
『聖闘士星矢 NEXT DIMENSION 冥王神話』の主人公。
星矢の前世に当たる人物で、性格も姿形も星矢と瓜二つ。技も同じくペガサス流星拳。
天涯孤独の身で、幼い頃はペガサスと名乗り野盗をしていたが、雪山で遭難しかけた際にアローンと白銀聖闘士・杯座の水鏡に助けられ改心。以後アローンとは友人となり水鏡に弟子入りして聖闘士になった。水鏡の教えである「たとえどんなにバカらしくても自分が正しいと信じたことは辛くても苦しくても貫き通せ」という言葉を実践している。
アローンがハーデスとして覚醒し、人生の師でもある水鏡が冥闘士に寝返ったことに衝撃を受けるが、二人を救うことを決意して聖闘士として立ち上がった。冥王軍による聖域侵攻の最中、未来から来た瞬と共に黄金聖闘士を説得しつつ十二宮を駆け上がる。

### 『聖闘士星矢 THE LOST CANVAS 冥王神話』
天馬星座（ペガサス）のテンマという過去の時代（『聖闘士星矢 THE LOST CANVAS 冥王神話』の時代）の天馬星座の青銅聖闘士（ブロンズセイント）として登場。
『聖闘士星矢 THE LOST CANVAS 冥王神話』の主人公。
星矢の前世に当たる人物で、技は星矢と同じペガサス流星拳、ペガサス彗星拳に加えてペガサス彗星拳奇蹟（ビッグバン）。
名前は『聖闘士星矢 NEXT DIMENSION 冥王神話』と異なり片仮名で表記される。アローンやサーシャや他の孤児達と共に、街の外れの孤児院で暮らす。童虎に素質を見込まれ聖域に行き聖闘士となるが、親友がハーデスであることを知り苦悩する。

## 聖衣
天馬星座の聖衣
ギリシア・聖域での修行、カシオスら候補生との戦いに打ち勝って、天馬星座の聖闘士の称号として教皇から与えられた聖衣。聖域内の争奪戦であったために競争率も20倍（星矢とカシオスで各々9人を倒したとされている、アニメ版では1000倍となっている）と高く、星矢が小宇宙の真髄に目覚めたのは間際の話となった。翼を持つ白馬･ペガサスのイメージ通りの、白く輝く聖衣である。初期デザインは機動性を重視するため、非常に軽装でありヘッドギア、ショルダー、アーム、ベルト（ウエスト）、ニーの聖衣としての最低装備はあるものの、チェストに関しては心臓部分の胸当てのみに留められていた。
ムウによる修復やアテナの血による進化で最も多くの変貌を遂げていった。（初期青銅聖衣→ムウによる1回目の修復（胸アーマーが肩と一体化した逆三角形に、以降標準デザイン。ヘッドギアの形が他と違うのが特徴）→ムウによる2回目の修復（暗黒天馬星座との戦いの後に紛失したヘッドギアはペガサスの頭と翼をあしらった初期の形に変更。それ以外はベルトのバックルのみ変更のマイナーチェンジ）→新生青銅聖衣→最終青銅聖衣→神聖衣）原作では進化する毎に覆われる範囲が脛・腿・全身と増していったが、ペガサスの頭と翼をあしらったヘッドギアは、1回目の修復時を除き標準のデザインとなった。アニメの初代聖衣は頭部がヘルメット、腰部はスカート状のオリジナルデザインであったが、アスガルド編からは新生青銅聖衣となり原作でのポセイドン編以降のデザイン準拠となった。
ペガサスの名の通り元々背中に翼をもつデザインで装着時には収納されていたのだが、冥界の奥底、嘆きの壁を越えてエリシオンに向かう際にアテナの血によりその機能が発揮され展開した。神聖衣になった際にも翼を持つ。
映画『聖闘士星矢 天界編 序奏〜overture〜』でのアポロンとの対決に際して、天馬星座の聖衣はこれまでの聖衣とも神聖衣とも異なる姿に進化したが、この聖衣の詳細は謎である。「最終聖衣」と表記する資料もある。
射手座の黄金聖衣
天馬星座の青銅聖闘士だった頃は、アイオリア、海皇ポセイドンとの戦いや劇場版において射手座の黄金聖衣を身に付ける機会があり、自らの危機を何度も救ってきた。しかしタナトスとの戦いにおいては全く抵抗する暇も無く、一撃で粉々にされている。
『聖闘士星矢Ω』においては正式に黄金聖闘士に昇格し、射手座の黄金聖衣を継承している。聖衣石の力を得たことで聖衣の形状が大幅に変化しており、首下に純白のスカーフを巻いている。

## 必殺技
ペガサス流星拳
星矢を代表する必殺技。天馬星座の13の星の軌跡を描く構えから、毎秒百発以上の音速の拳を繰り出す。星矢の小宇宙が高まるほど拳速も増していき、極限まで高まると光速すら超えることもある。
最も使用頻度の高い技であり、強敵相手の緒戦ではしばしば破られる。だがほとんどの場合、対戦中に星矢の小宇宙の高まりにより威力を増してダメージを与えるようになる（全く通用しなかったのは猟犬星座のアステリオンのみである）。
師匠の魔鈴から伝授された技であり、魔鈴自身も「流星拳」の名で使用している。
似た技で、一瞬の内に数十発から数百発のキックを流星のように繰り出す技もあり、銀河戦争での檄、冥界でのバレンタインとの闘いで使用した。
毎秒100発以上の音速の拳を繰り出すことは星矢固有の技と思われがちだが、一般的な青銅聖闘士の打撃速度はマッハ1（相手との距離を3.4メートルと仮定した場合、1秒間に100発の拳を放つことができる)であるため、似た攻撃であれば聖闘士であれば誰にでも可能である。
ペガサス彗星拳
星矢の最大の拳。ペガサス流星拳の強化版とも言え、分散して撃っていた流星拳を一点に集中して攻撃力を高めた技。
白銀聖闘士・蜥蜴星座のミスティとの対戦時に、ミスティの防御壁を破るべく編み出した。
一点に対する威力は流星拳の百倍近くにもなる。
真・ペガサス流星拳
ゲーム『聖闘士星矢 ブレイブ・ソルジャーズ』において、神聖衣を纏った星矢が使用するオリジナルの技。ペガサス流星拳で相手をふっ飛ばし、さらにペガサス彗星拳で追い討ちをかける。
ペガサスローリングクラッシュ
上記のミスティとの対戦時に決め技として初披露。相手を背後から羽交い絞めにして高速で回転しながら空中に飛び上がったのち、同じく高速回転しながら落下して相手を頭から地面に叩き付ける大技。
アトミックサンダーボルト
本来は黄金聖闘士・射手座のアイオロスのアニメオリジナルの必殺技で、雷光とともに右ストレートから繰り出す光速拳。『聖闘士星矢Ω』では星矢がアイオロスから受け継いで使用し、パライストラに迫る四級パラサイトの大群を蹴散らし、一時撤退に追い込んだ。
コズミックスターアロー
『聖闘士星矢Ω』で使用。射手座の聖衣の弓矢を構え、小宇宙を込めた矢を放つ。パラサイト四天王随一の実力者であるタイタンの最強最大の技・ギガンティックプラネットエンドを撃ち破った。技名は自身の名前（星（スター）矢（アロー）を冠している。

## キャスト
声優
- 古谷徹（TV版、OVA『冥王ハーデス十二宮編』、劇場版第1〜5作、聖闘士星矢Ω）
  - 江森浩子（TV版・幼少期）

- 森田成一（OVA『冥王ハーデス冥界編』以降の関連作品）
  - 森下由樹子（Knights of the Zodiac・子供時代）

- 石川界人（LEGEND of SANCTUARY、中国版『聖闘士星矢 ライジングコスモ』）
  - 吉永拓斗（LEGEND of SANCTUARY・子供時代）

俳優
- 中居正広（1991年ミュージカル）
- 鎌苅健太（2011年ミュージカル）
- 山﨑勝之（LEGEND of SANCTUARY・モーションアクター）
- 新田真剣佑（聖闘士星矢 The Beginning）